# Adalbert Stifter
Adalbert Stifter (ur. 23 października 1805 w Horní Planá, zm. 28 stycznia 1868 w Linzu) – pisarz austriacki, uznawany dziś za klasyka literatury austriackiej, malarz, jeden z bardziej znaczących twórców okresu biedermeierowskiego.

## Życiorys

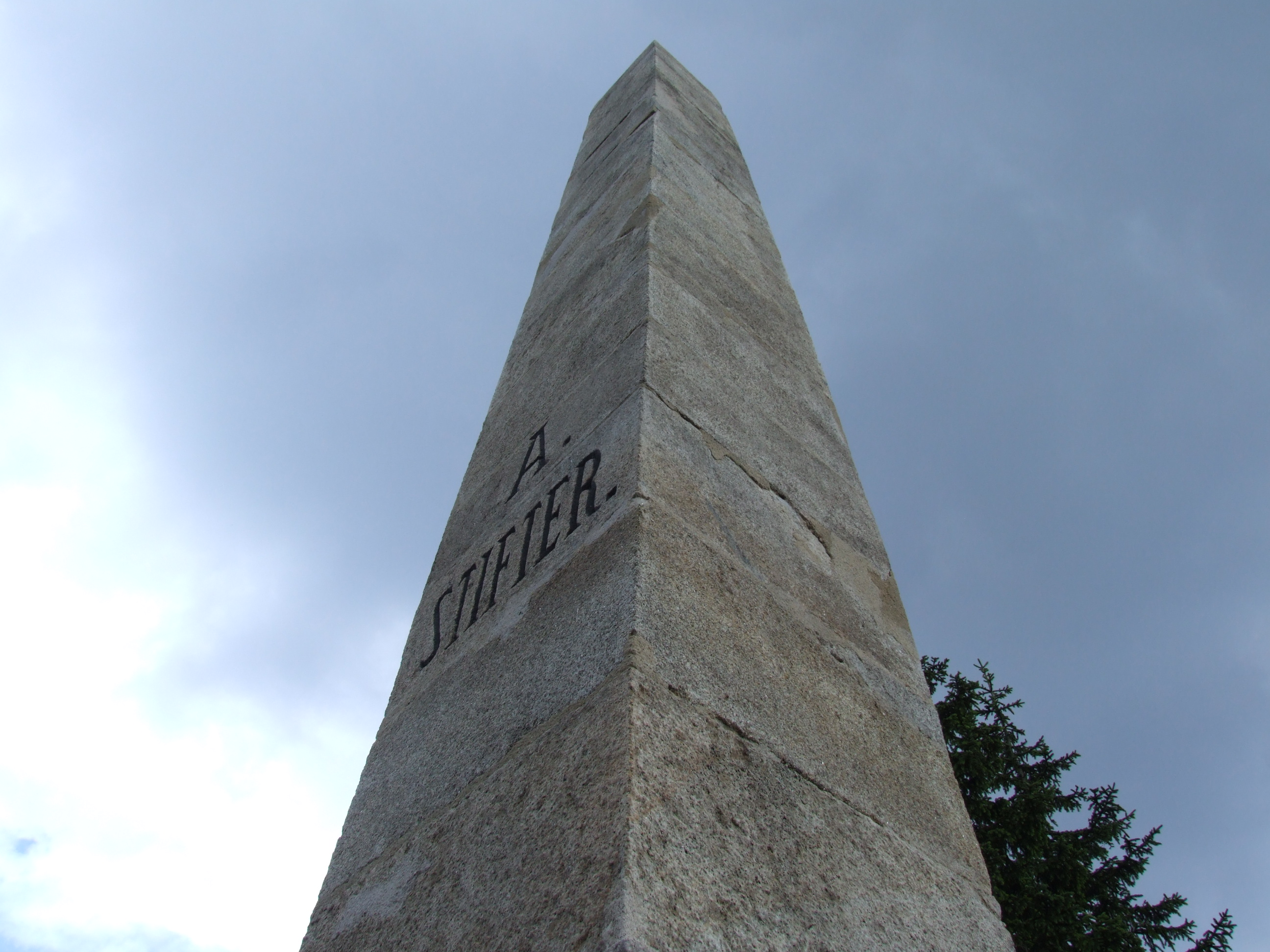
Obelisk (Stifterův památník) poświęcony pisarzowi, znajdujący się na Szumawie

Urodził się 23 października 1805 w miejscowości Horní Planá w Czechach, jako syn włókniarza. Studiował prawo, matematykę i nauki przyrodnicze. Utrzymywał się z udzielania lekcji dzieciom arystokratów, pracował m.in. dla Metternicha. Utrzymywał ożywione kontakty z czołowymi pisarzami swej epoki: Grillparzerem, Lenauem. Od 1848 mieszkał w Linzu i pracował w szkolnictwie.
Stifter jest autorem wielu opowiadań, wydawanych w czasopismach, a następnie publikowanych w tomach Studien (Studia, 1844-1850), Die Mappe meines Großvaters (Teczka mego pradziadka, 1841-1848) oraz Bunte Steine (Kolorowe kamienie, 1853). Napisał także dwie powieści, pt. Nachsommer (Późne lato, 1853) i Witiko (1867). Dzieła Stiftera w dużym stopniu wpłynęły na kształt dziewiętnastowiecznej literatury austriackiej. Stifter uważany jest za czołowego reprezentanta tzw. literatury biedermeierowskiej.